# خارج از محدوده (فیلم ۱۹۸۱)
خارج از محدوده (انگلیسی: Outland) فیلمی بریتانیایی در سبک اکشن، علمی–تخیلی، و ماجراجویی به کارگردانی پیتر هایمز است که در سال ۱۹۸۱ منتشر شد.

## بازیگران
- شان کانری
- پیتر بویل
- فرنسیس استرنهیگن
- کیکا مارکهام
- جیمز سیکینگ
- استیون برکوف
- جان راتزنبرگر
- کلارک پیترس
- بیل بـِیلی